# Besouro-bombardeiro
O termo besouro-bombardeiro é a designação comum a diversas espécies de besouros da família dos carabídeos, como o Brachinus crepitans. Também são conhecidos pelo nome de besouro-artilheiro. Esse inseto vive a maior parte do tempo escondendo-se entre raízes de árvores ou debaixo de pedras. Sendo um animal carnívoro, eles alimentam-se de insetos de corpo mole. Podem ser encontrados em todo mundo, menos na Antártida.

## Mecanismo de defesa
Sua defesa consiste em produzir um jato quente para repelir possíveis predadores. Esse material fica localizado em seu abdômen, em duas glândulas, que possuem substâncias químicas que explodem quando misturadas (peróxido de hidrogênio e hidroquinona). No entanto, essas substâncias apenas explodem na presença de um catalisador.
Assim, a primeira capacidade é que esse besouro possui duas bolsas distintas que mantêm as substâncias químicas separadas até que ele precise da reação química para protegê-lo.
A segunda capacidade é que esse besouro possui um revestimento de amianto em seu "caldeirão" onde os produtos químicos são misturados. Esse revestimento impede que a explosão química destrua o corpo do besouro ao ser projetada para fora.
Entretanto, uma terceira capacidade se faz necessária para impedir que a explosão que ocorre fora do corpo do besouro atinja-o quando a corrente da química explosiva irrompe para fora do corpo. Se essa corrente fosse contínua, o besouro seria explodido pela reação química que sai do corpo; no entanto, o besouro expele sua corrente em pulsações gotejantes pequenas e contínuas. Assim, a corrente de material explosivo não é continua, de forma que o besouro não é morto pelo seu próprio mecanismo de proteção. Depois disso, a substância, que atinge uma temperatura média de 100°C, é pulverizada no animal que lhe tiver causando estresse.